# The Kid Laroi/Diskografie
Diese Diskografie ist eine Übersicht über die musikalischen Werke des australischen Rappers The Kid Laroi. Den Schallplattenauszeichnungen zufolge hat er bisher mehr als 58,2 Millionen Tonträger verkauft. Seine erfolgreichste Veröffentlichung ist die Single Stay mit über 18,2 Millionen verkauften Einheiten.

## Alben

### Studioalben
| Jahr | Titel Musiklabel                                                                       | Höchstplatzierung, Gesamtwochen, AuszeichnungChartplatzierungen (Jahr, Titel, Musiklabel, Platzierungen, Wochen, Auszeichnungen, Anmerkungen) | Höchstplatzierung, Gesamtwochen, AuszeichnungChartplatzierungen (Jahr, Titel, Musiklabel, Platzierungen, Wochen, Auszeichnungen, Anmerkungen) | Höchstplatzierung, Gesamtwochen, AuszeichnungChartplatzierungen (Jahr, Titel, Musiklabel, Platzierungen, Wochen, Auszeichnungen, Anmerkungen) | Höchstplatzierung, Gesamtwochen, AuszeichnungChartplatzierungen (Jahr, Titel, Musiklabel, Platzierungen, Wochen, Auszeichnungen, Anmerkungen) | Höchstplatzierung, Gesamtwochen, AuszeichnungChartplatzierungen (Jahr, Titel, Musiklabel, Platzierungen, Wochen, Auszeichnungen, Anmerkungen) | Höchstplatzierung, Gesamtwochen, AuszeichnungChartplatzierungen (Jahr, Titel, Musiklabel, Platzierungen, Wochen, Auszeichnungen, Anmerkungen) | Höchstplatzierung, Gesamtwochen, AuszeichnungChartplatzierungen (Jahr, Titel, Musiklabel, Platzierungen, Wochen, Auszeichnungen, Anmerkungen) | Anmerkungen                                                 |
| Jahr | Titel Musiklabel                                                                       | DE | AT | CH | UK | US | AU | NZ | Anmerkungen                                                 |
| ---- | -------------------------------------------------------------------------------------- | --- | --- | --- | --- | --- | --- | --- | ----------------------------------------------------------- |
| 2020 | Fuck Love auch bekannt als: F*ck Love (Savage) und F*ck Love 3 Columbia Records (Sony) | DE33 (7 Wo.)DE | AT11 (10 Wo.)AT | CH46 Gold · (5 Wo.)CH | UK6 Platin · (87 Wo.)UK | US1 ×3Dreifachplatin · (164 Wo.)US | AU1 ×2Doppelplatin · (121 Wo.)AU | NZ2 ×4Vierfachplatin · (100 Wo.)NZ | Erstveröffentlichung: 24. Juli 2020 Verkäufe: + 4.070.000   |
| 2023 | The First Time Columbia Records (Sony)                                                 | DE65 (5 Wo.)DE | — | CH78 (1 Wo.)CH | UK29 Silber · (3 Wo.)UK | US24 Gold · (34 Wo.)US | AU3 Gold · (4 Wo.)AU | NZ7 Platin · (6 Wo.)NZ | Erstveröffentlichung: 10. November 2023 Verkäufe: + 700.000 |

### EPs
| Jahr | Titel Musiklabel              | Anmerkungen                                                                      |
| ---- | ----------------------------- | -------------------------------------------------------------------------------- |
| 2018 | 14 with a Dream Selbstverlag  | Erstveröffentlichung: 16. August 2018 Veröffentlichung über SoundCloud + YouTube |
| 2023 | Bleed Columbia Records (Sony) | Erstveröffentlichung: 3. November 2023                                           |

## Singles

### Als Leadmusiker
| Jahr | Titel Album                                    | Höchstplatzierung, Gesamtwochen, AuszeichnungChartplatzierungen (Jahr, Titel, Album, Platzierungen, Wochen, Auszeichnungen, Anmerkungen) | Höchstplatzierung, Gesamtwochen, AuszeichnungChartplatzierungen (Jahr, Titel, Album, Platzierungen, Wochen, Auszeichnungen, Anmerkungen) | Höchstplatzierung, Gesamtwochen, AuszeichnungChartplatzierungen (Jahr, Titel, Album, Platzierungen, Wochen, Auszeichnungen, Anmerkungen) | Höchstplatzierung, Gesamtwochen, AuszeichnungChartplatzierungen (Jahr, Titel, Album, Platzierungen, Wochen, Auszeichnungen, Anmerkungen) | Höchstplatzierung, Gesamtwochen, AuszeichnungChartplatzierungen (Jahr, Titel, Album, Platzierungen, Wochen, Auszeichnungen, Anmerkungen) | Höchstplatzierung, Gesamtwochen, AuszeichnungChartplatzierungen (Jahr, Titel, Album, Platzierungen, Wochen, Auszeichnungen, Anmerkungen) | Höchstplatzierung, Gesamtwochen, AuszeichnungChartplatzierungen (Jahr, Titel, Album, Platzierungen, Wochen, Auszeichnungen, Anmerkungen) | Anmerkungen                                                                                              |
| Jahr | Titel Album                                    | DE | AT | CH | UK | US | AU | NZ | Anmerkungen                                                                                              |
| --- | ---------------------------------------------- | --- | --- | --- | --- | --- | --- | --- | --- |
| 2018 | Blessings 14 with a Dream                      | — | — | — | — | — | — | — | Erstveröffentlichung: 27. September 2018                                                                 |
| 2019 | Let Her Go –                                   | — | — | — | — | US— PlatinUS | AU— PlatinAU | — | Erstveröffentlichung: 6. Dezember 2019 Verkäufe: + 1.070.000                                             |
| 2020 | Diva –                                         | — | — | — | UK— SilberUK | US— PlatinUS | AU— GoldAU | — | Erstveröffentlichung: 31. Januar 2020 Verkäufe: + 1.255.000; feat. Lil Tecca                             |
| 2020 | Addison Rae –                                  | — | — | — | — | US— GoldUS | AU— GoldAU | — | Erstveröffentlichung: 22. März 2020 Verkäufe: + 535.000                                                  |
| 2020 | Fade Away –                                    | — | — | — | — | US— GoldUS | — | — | Erstveröffentlichung: 17. April 2020 Verkäufe: + 500.000; mit Lil Tjay                                   |
| 2020 | Go Fuck Love                                   | — | — | — | UK43 Gold · (10 Wo.)UK | US52 ×3Dreifachplatin · (5 Wo.)US | AU23 Platin · (9 Wo.)AU | NZ32 (3 Wo.)NZ | Erstveröffentlichung: 12. Juni 2020 Verkäufe: + 3.620.000; mit Juice Wrld                                |
| 2020 | Tell Me Why Fuck Love                          | — | — | — | — | US— PlatinUS | AU49 Platin · (1 Wo.)AU | — | Erstveröffentlichung: 17. Juli 2020 Verkäufe: + 1.150.000                                                |
| 2020 | So Done Fuck Love (Savage)                     | — | — | — | UK38 Silber · (14 Wo.)UK | US59 Platin · (15 Wo.)US | AU6 ×4Vierfachplatin · (31 Wo.)AU | NZ17 Gold · (18 Wo.)NZ | Erstveröffentlichung: 23. Oktober 2020 Verkäufe: + 1.720.000                                             |
| 2020 | Without You Fuck Love (Savage)                 | DE13 Gold · (40 Wo.)DE | AT5 ×2Doppelplatin · (44 Wo.)AT | CH10 ×2Doppelplatin · (48 Wo.)CH | UK2 ×2Doppelplatin · (41 Wo.)UK | US8 ×4Vierfachplatin · (38 Wo.)US | AU1 ×8Achtfachplatin · (54 Wo.)AU | NZ8 Platin · (34 Wo.)NZ | Erstveröffentlichung: 4. Dezember 2020 Verkäufe: + 7.545.000; Remix feat. Miley Cyrus                    |
| 2021 | Stay F*ck Love 3: Over You                     | DE1 Gold · (72 Wo.)DE | AT1 ×2Doppelplatin · (63 Wo.)AT | CH2 ×3Dreifachplatin · (70 Wo.)CH | UK2 ×3Dreifachplatin · (58 Wo.)UK | US1 Diamant + Platin · (63 Wo.)US | AU1 ×1717-fach-Platin · (95 Wo.)AU | NZ1 ×5Fünffachplatin · (65 Wo.)NZ | Erstveröffentlichung: 9. Juli 2021 Verkäufe: + 18.233.333; feat. Justin Bieber                           |
| 2022 | Thousand Miles The First Time (Deluxe Edition) | DE71 (2 Wo.)DE | AT42 (2 Wo.)AT | CH35 (3 Wo.)CH | UK21 Silber · (10 Wo.)UK | US15 Platin · (15 Wo.)US | AU4 ×2Doppelplatin · (23 Wo.)AU | NZ6 (5 Wo.)NZ | Erstveröffentlichung: 22. April 2022 Verkäufe: + 1.565.000                                               |
| 2023 | Love Again The First Time                      | DE49 (3 Wo.)DE | AT41 (3 Wo.)AT | CH69 (2 Wo.)CH | UK16 Silber · (9 Wo.)UK | US40 Platin · (12 Wo.)US | AU6 Platin · (11 Wo.)AU | NZ17 (3 Wo.)NZ | Erstveröffentlichung: 27. Januar 2023 Verkäufe: + 1.370.000                                              |
| 2023 | Kids Are Growing Up The First Time             | — | — | — | — | — | — | — | Erstveröffentlichung: 10. Februar 2023                                                                   |
| 2023 | I Guess It’s Love? –                           | — | — | — | — | — | — | — | Erstveröffentlichung: 24. Februar 2023                                                                   |
| 2023 | Where Does Your Spirit Go? The First Time      | — | — | — | — | — | — | — | Erstveröffentlichung: 26. April 2023                                                                     |
| 2023 | Too Much The First Time                        | DE80 (1 Wo.)DE | — | CH53 (1 Wo.)CH | UK10 (5 Wo.)UK | US44 (6 Wo.)US | AU10 (3 Wo.)AU | — | Erstveröffentlichung: 19. Oktober 2023 Verkäufe: + 40.000; feat. Central Cee & Jungkook                  |
| 2023 | What Just Happened? The First Time             | — | — | — | — | — | — | — | Erstveröffentlichung: 27. Oktober 2023                                                                   |
| 2023 | Bleed The First Time • Bleed EP                | — | — | — | UK41 (2 Wo.)UK | US97 Gold · (1 Wo.)US | AU47 (1 Wo.)AU | — | Erstveröffentlichung: 3. November 2023 Verkäufe: + 540.000                                               |
| 2023 | What’s the Move? The First Time                | — | — | — | — | — | — | — | Erstveröffentlichung: 8. November 2023 feat. BabyDrill & Future                                          |
| 2024 | Heaven The First Time (Deluxe Edition)         | — | — | — | — | — | — | — | Erstveröffentlichung: 26. Januar 2024                                                                    |
| 2024 | Still Yours (From the Doc) –                   | — | — | — | — | — | — | — | Erstveröffentlichung: 1. März 2024                                                                       |
| 2024 | Hatred The First Time (Deluxe Edition)         | — | — | — | — | — | — | — | Erstveröffentlichung: 9. April 2024                                                                      |
| 2024 | Girls The First Time (Deluxe Edition)          | DE— aDE | — | — | UK47 (4 Wo.)UK | US51 Gold · (7 Wo.)US | AU18 Platin · (13 Wo.)AU | NZ26 Gold · (3 Wo.)NZ | Erstveröffentlichung: 28. Juni 2024 Verkäufe: + 665.000                                                  |
| 2024 | Aperol Spritz –                                | — | — | — | UK77 (1 Wo.)UK | — | — | — | Erstveröffentlichung: 11. Oktober 2024                                                                   |
| Folgende Lieder erschienen nicht als Single, wurden aber durch das Album zum Download und Streaming bereitgestellt und konnten somit eine Platzierung erlangen: |                                                | | | | | | | | |
| |                                                | | | | | | | | |
| 2020 | Always Do Fuck Love (Savage)                   | — | — | — | UK66 Silber · (2 Wo.)UK | US83 Platin · (1 Wo.)US | AU34 Platin · (4 Wo.)AU | — | Charteinstieg: 16. November 2020 Verkäufe: + 1.350.000                                                   |
| 2020 | Tragic Fuck Love (Savage)                      | — | — | — | — | US76 Platin · (1 Wo.)US | AU41 Gold · (1 Wo.)AU | — | Charteinstieg: 16. November 2020 Verkäufe: + 1.115.000 feat. Internet Money & YoungBoy Never Broke Again |
| 2020 | Fuck You, Goodbye Fuck Love (Savage)           | — | — | — | UK— SilberUK | US99 Platin · (1 Wo.)US | AU— GoldAU | — | Charteinstieg: 21. November 2020 Verkäufe: + 1.315.000; feat. Machine Gun Kelly                          |
| 2021 | Not Sober F*ck Love 3: Over You                | DE— bDE | — | — | UK42 (3 Wo.)UK | US41 Gold · (3 Wo.)US | AU8 (5 Wo.)AU | — | Charteinstieg: 2. August 2021 Verkäufe: + 540.000; feat. Polo G & Stunna Gambino                         |
| 2021 | Still Chose You F*ck Love 3: Over You          | — | — | — | UK80 (1 Wo.)UK | US100 (1 Wo.)US | AU26 (1 Wo.)AU | — | Charteinstieg: 2. August 2021 feat. Mustard                                                              |
| 2021 | Over You F*ck Love 3: Over You                 | — | — | — | — | — | AU44 (1 Wo.)AU | — | Charteinstieg: 2. August 2021                                                                            |
| 2024 | Nights Like This The First Time • Bleed EP     | DE84 (5 Wo.)DE | AT68 (3 Wo.)AT | CH55 (25 Wo.)CH | UK28 Gold · (32 Wo.)UK | US47 Platin · (20 Wo.)US | AU26 ×2Doppelplatin · (… Wo.)AU | NZ17 Platin · (… Wo.)NZ | Charteinstieg: 27. Juni 2024 Verkäufe: + 1.790.000                                                       |
| 2024 | Baby I’m Back The First Time (Deluxe Edition)  | — | — | CH94 (1 Wo.)CH | UK68 (5 Wo.)UK | US89 Gold · (2 Wo.)US | AU37 Gold · (… Wo.)AU | NZ28 (5 Wo.)NZ | Charteinstieg: 9. September 2024 Verkäufe: + 575.000                                                     |

### Als Gastmusiker
| Jahr | Titel Album                           | Höchstplatzierung, Gesamtwochen, AuszeichnungChartplatzierungen (Jahr, Titel, Album, Platzierungen, Wochen, Auszeichnungen, Anmerkungen) | Höchstplatzierung, Gesamtwochen, AuszeichnungChartplatzierungen (Jahr, Titel, Album, Platzierungen, Wochen, Auszeichnungen, Anmerkungen) | Höchstplatzierung, Gesamtwochen, AuszeichnungChartplatzierungen (Jahr, Titel, Album, Platzierungen, Wochen, Auszeichnungen, Anmerkungen) | Höchstplatzierung, Gesamtwochen, AuszeichnungChartplatzierungen (Jahr, Titel, Album, Platzierungen, Wochen, Auszeichnungen, Anmerkungen) | Höchstplatzierung, Gesamtwochen, AuszeichnungChartplatzierungen (Jahr, Titel, Album, Platzierungen, Wochen, Auszeichnungen, Anmerkungen) | Höchstplatzierung, Gesamtwochen, AuszeichnungChartplatzierungen (Jahr, Titel, Album, Platzierungen, Wochen, Auszeichnungen, Anmerkungen) | Höchstplatzierung, Gesamtwochen, AuszeichnungChartplatzierungen (Jahr, Titel, Album, Platzierungen, Wochen, Auszeichnungen, Anmerkungen) | Anmerkungen                                                                                             |
| Jahr | Titel Album                           | DE | AT | CH | UK | US | AU | NZ | Anmerkungen                                                                                             |
| --- | ------------------------------------- | --- | --- | --- | --- | --- | --- | --- | --- |
| 2020 | Costa Rica (Remix) Pain Is Temporary  | — | — | — | — | — | — | — | Erstveröffentlichung: 27. März 2020 Bankroll Hayden feat. The Kid Laroi                                 |
| 2020 | Go Dumb –                             | — | — | — | — | — | — | — | Erstveröffentlichung: 17. April 2020 Y2K feat. Blackbear, The Kid Laroi & Bankrol Hayden                |
| 2020 | Speak B4 the Storm                    | — | — | — | — | — | — | — | Erstveröffentlichung: 27. August 2020 Internet Money feat. The Kid Laroi                                |
| 2020 | My City Against All Odds              | — | — | — | — | — | AU28 Platin · (3 Wo.)AU | — | Erstveröffentlichung: 30. Oktober 2020 Verkäufe: + 70.000; Onefour feat. The Kid Laroi                  |
| 2020 | Hell Bent 7VEN                        | — | — | — | — | — | — | — | Erstveröffentlichung: 10. September 2020 Tokyo’s Revenge feat. The Kid Laroi                            |
| 2020 | Empty –                               | — | — | — | — | — | — | — | Erstveröffentlichung: 5. Oktober 2020 The Kid Rick feat. The Kid Laroi                                  |
| 2020 | Reminds Me of You –                   | — | — | — | UK63 (4 Wo.)UK | US89 (2 Wo.)US | — | — | Erstveröffentlichung: 8. Dezember 2020 Juice Wrld feat. The Kid Laroi                                   |
| 2021 | Ways –                                | — | — | — | — | — | — | — | Erstveröffentlichung: 6. Februar 2021 Gwen Beats feat. The Kid Laroi                                    |
| 2021 | Winter Time Love –                    | — | — | — | — | — | — | — | Erstveröffentlichung: 26. Februar 2021 Gwen Beats feat. Ed Makes Music & The Kid Laroi                  |
| 2022 | Paris to Tokyo B.I.B.L.E.             | — | — | — | — | — | — | — | Erstveröffentlichung: 8. Juli 2022 Fivio Foreign feat. The Kid Laroi                                    |
| 2025 | Lost Different Night Same Rodeo       | — | — | — | — | US86 (… Wo.)US | — | — | Erstveröffentlichung: 7. August 2025 Bailey Zimmerman feat. The Kid Laroi                               |
| Folgende Lieder erschienen nicht als Single, wurden aber durch das Album zum Download und Streaming bereitgestellt und konnten somit eine Platzierung erlangen: |                                       | | | | | | | | |
| |                                       | | | | | | | | |
| 2020 | Hate the Other Side Legends Never Die | — | — | CH86 (1 Wo.)CH | UK— SilberUK | US10 Platin · (7 Wo.)US | AU15 (2 Wo.)AU | NZ27 (1 Wo.)NZ | Charteinstieg: 19. Juli 2020 Verkäufe: + 1.225.000 Juice Wrld & Marshmello feat. Polo G & The Kid Laroi |
| 2021 | Unstable Justice                      | — | — | — | — | US62 Gold · (1 Wo.)US | AU22 Gold · (2 Wo.)AU | — | Charteinstieg: 3. April 2021 Verkäufe: + 575.000; Justin Bieber feat. The Kid Laroi                     |
| 2021 | No Return Hall of Fame                | — | — | — | UK47 (1 Wo.)UK | US26 Gold · (2 Wo.)US | — | — | Charteinstieg: 24. Juni 2021 Verkäufe: + 540.000; Polo G feat. The Kid Laroi & Lil Durk                 |
| 2022 | Wasting Angels Twelve Carat Toothache | — | — | — | — | US56 (1 Wo.)US | — | — | Charteinstieg: 18. Juni 2022 Post Malone feat. The Kid Laroi                                            |

## Musikvideos
| Jahr | Titel                                     | Regie                                                 |
| ---- | ----------------------------------------- | ----------------------------------------------------- |
| 2019 | Let Her Go                                | Cole Bennett                                          |
| 2020 | Diva                                      | Cole Bennett                                          |
| 2020 | Go                                        | Cole Bennett                                          |
| 2020 | Tell Me Why                               | Cole Bennett                                          |
| 2020 | Not Fair                                  | Alex Howard                                           |
| 2020 | I Wish                                    | Josh Jones                                            |
| 2020 | Selfish                                   | Steve Cannon                                          |
| 2020 | Wrong                                     | Logan Paul                                            |
| 2020 | So Done                                   | Cole Bennett                                          |
| 2020 | Always Do                                 | Steve Cannon                                          |
| 2020 | Without You                               | Steve Cannon (Soloversion) Miley Cyrus (Duettversion) |
| 2020 | Tragic                                    | Steve Cannon                                          |
| 2021 | No Return                                 | Mooch                                                 |
| 2021 | Stay                                      | Colin Tilley                                          |
| 2021 | Not Sober                                 | Steve Cannon                                          |
| 2021 | Still Chose You                           | Arrad Rahgoshay                                       |
| 2022 | Thousand Miles                            | Christian Breslauer                                   |
| 2022 | Paris to Tokyo                            | Chris Villa                                           |
| 2022 | Burning Up                                | Cole Bennett                                          |
| 2023 | I Can’t Go Back to the Way It Was (Intro) | Julian Klincewicz                                     |
| 2023 | Love Again                                | Adrian Villagomez                                     |
| 2023 | Kids Are Growing Up                       | Ramez Silyan                                          |
| 2023 | What You Say                              | Isaac Garcia                                          |
| 2023 | Too Much                                  | Ramez Silyan                                          |
| 2023 | What Just Happened                        | Ramez Silyan                                          |
| 2023 | 2 Grown                                   | Jb Tai                                                |
| 2024 | Girls                                     | Bradley J. Calder                                     |
| 2024 | Aperol Spritz                             | Alex Lill, Nick Vernet                                |
| 2025 | I Know Love                               | Ava Lamb                                              |
| 2025 | How Does It Feel?                         | Calmatic                                              |

## Promoveröffentlichungen
Promo-Singles

| Jahr | Titel Album                                 | Höchstplatzierung, Gesamtwochen, AuszeichnungChartplatzierungen (Jahr, Titel, Album, Platzierungen, Wochen, Auszeichnungen, Anmerkungen) | Höchstplatzierung, Gesamtwochen, AuszeichnungChartplatzierungen (Jahr, Titel, Album, Platzierungen, Wochen, Auszeichnungen, Anmerkungen) | Höchstplatzierung, Gesamtwochen, AuszeichnungChartplatzierungen (Jahr, Titel, Album, Platzierungen, Wochen, Auszeichnungen, Anmerkungen) | Höchstplatzierung, Gesamtwochen, AuszeichnungChartplatzierungen (Jahr, Titel, Album, Platzierungen, Wochen, Auszeichnungen, Anmerkungen) | Höchstplatzierung, Gesamtwochen, AuszeichnungChartplatzierungen (Jahr, Titel, Album, Platzierungen, Wochen, Auszeichnungen, Anmerkungen) | Höchstplatzierung, Gesamtwochen, AuszeichnungChartplatzierungen (Jahr, Titel, Album, Platzierungen, Wochen, Auszeichnungen, Anmerkungen) | Höchstplatzierung, Gesamtwochen, AuszeichnungChartplatzierungen (Jahr, Titel, Album, Platzierungen, Wochen, Auszeichnungen, Anmerkungen) | Anmerkungen                                                           |
| Jahr | Titel Album                                 | DE | AT | CH | UK | US | AU | NZ | Anmerkungen                                                           |
| ---- | ------------------------------------------- | --- | --- | --- | --- | --- | --- | --- | --------------------------------------------------------------------- |
| 2023 | I Can’t Go Back to The Way It Was (Intro) – | — | — | — | — | — | — | — | Erstveröffentlichung: 19. Januar 2023                                 |
| 2023 | Forever & Again Barbie: The Album           | — | — | — | UK92 (1 Wo.)UK | — | — | — | Erstveröffentlichung: 21. Juli 2023                                   |
| 2025 | I Know Love So Close to What                | — | AT44 (1 Wo.)AT | CH54 (1 Wo.)CH | UK25 (2 Wo.)UK | US43 (2 Wo.)US | AU17 (… Wo.)AU | NZ24 (… Wo.)NZ | Erstveröffentlichung: 14. Februar 2025 Tate McRae feat. The Kid Laroi |

## Sonderveröffentlichungen
| Jahr | Titel Album                           | Anmerkungen                                                                              |
| ---- | ------------------------------------- | ---------------------------------------------------------------------------------------- |
| 2020 | Costa Rica (Remix) Pain Is Temporary  | Erstveröffentlichung: 26. Juni 2020 Bankroll Hayden feat. The Kid Laroi                  |
| 2020 | Hate the Other Side Legends Never Die | Erstveröffentlichung: 10. Juli 2020 Juice Wrld & Marshmello feat. Polo G & The Kid Laroi |
| 2020 | Speak B4 the Storm                    | Erstveröffentlichung: 28. August 2020 Internet Money feat. The Kid Laroi                 |
| 2020 | Hell Bent 7VEN                        | Erstveröffentlichung: 11. September 2020 Tokyo’s Revenge feat. The Kid Laroi             |
| 2020 | My City Against All Odds              | Erstveröffentlichung: 13. November 2020 Onefour feat. The Kid Laroi                      |
| 2021 | Behind the Curtain My Last Words      | Erstveröffentlichung: 15. Januar 2021 Lamar feat. The Kid Laroi                          |
| 2021 | It Ain’t Love Meet Me in Rockbottom   | Erstveröffentlichung: 26. Februar 2021 Tristan. feat. The Kid Laroi                      |
| 2021 | Unstable Justice                      | Erstveröffentlichung: 19. März 2021 Justin Bieber feat. The Kid Laroi                    |
| 2021 | No Return Hall of Fame                | Erstveröffentlichung: 11. Juni 2021 Polo G feat. The Kid Laroi & Lil Durk                |
| 2021 | You Can’t 25                          | Erstveröffentlichung: 2. Juli 2021 G Herbo feat. Gunna & The Kid Laroi                   |
| 2022 | Wasting Angels Twelve Carat Toothache | Erstveröffentlichung: 3. Juni 2022 Post Malone feat. The Kid Laroi                       |
| 2022 | Paris to Tokyo B.I.B.L.E.             | Erstveröffentlichung: 15. Juli 2022 Fivio Foreign feat. The Kid Laroi                    |
| 2022 | Burning Up Who Is Nardo Wick?         | Erstveröffentlichung: 14. Oktober 2022 Nardo Wick feat. The Kid Laroi                    |
| 2023 | 2 Grown 222                           | Erstveröffentlichung: 14. Juli 2023 Lil Tjay feat. The Kid Laroi                         |
| 2025 | I Know Love So Close to What          | Erstveröffentlichung: 21. Februar 2025 Tate McRae feat. The Kid Laroi                    |
| 2025 | Lost Different Night Same Rodeo       | Erstveröffentlichung: 8. August 2025 Bailey Zimmerman feat. The Kid Laroi                |

| Jahr | Titel Soundtrack       | Anmerkungen                         |
| ---- | ---------------------- | ----------------------------------- |
| 2023 | Forever & Again Barbie | Erstveröffentlichung: 21. Juli 2023 |

## Statistik

### Chartauswertung
|                     | DE    | AT    | CH    | UK    | US    | AU    | NZ    |
| ------------------- | ----- | ----- | ----- | ----- | ----- | ----- | ----- |
| Nummer-eins-Alben   | DE—DE | AT—AT | CH—CH | UK—UK | US1US | AU1AU | NZ—NZ |
| Top-10-Alben        | DE—DE | AT—AT | CH—CH | UK1UK | US1US | AU2AU | NZ2NZ |
| Alben in den Charts | DE2DE | AT1AT | CH2CH | UK2UK | US2US | AU2AU | NZ2NZ |

|                       | DE    | AT    | CH    | UK     | US     | AU     | NZ     |
| --------------------- | ----- | ----- | ----- | ------ | ------ | ------ | ------ |
| Nummer-eins-Singles   | DE1DE | AT1AT | CH—CH | UK—UK  | US1US  | AU2AU  | NZ1NZ  |
| Top-10-Singles        | DE1DE | AT2AT | CH2CH | UK3UK  | US3US  | AU7AU  | NZ3NZ  |
| Singles in den Charts | DE5DE | AT6AT | CH9CH | UK19UK | US23US | AU21AU | NZ11NZ |

### Auszeichnungen für Musikverkäufe
Die Lieder Maybe (+ 575.000 Verkäufe), Wrong (+ 1.150.000), I Wish (+ 535.000), Not Fair (+ 575.000), Erase U (+ 35.000), Need You Most (So Sick) (+ 510.000), Selfish (+ 575.000), Pikachu (+ 35.000) und Feel Something (+ 540.000) erschienen weder als Singles, noch konnten sie aufgrund von Downloads oder Streaming die Charts erreichen, dennoch erhielten diese Schallplattenauszeichnungen.
| Land/RegionAuszeichnungen für Musikverkäufe (Land/Region, Auszeichnungen, Verkäufe, Quellen) | Silber     | Gold       | Platin         | Diamant     | Verkäufe   | Quellen                    |
| -------------------------------------------------------------------------------------------- | ---------- | ---------- | -------------- | ----------- | ---------- | -------------------------- |
| Australien (ARIA)                                                                            | —          | 13× Gold13 | 44× Platin44   | —           | 3.535.000  | aria.com.au                |
| Belgien (BRMA)                                                                               | —          | —          | 3× Platin3     | —           | 120.000    | ultratop.be                |
| Brasilien (PMB)                                                                              | —          | 6× Gold6   | 7× Platin7     | 3× Diamant3 | 880.000    | pro-musicabr.org.br        |
| Dänemark (IFPI)                                                                              | —          | 4× Gold4   | 9× Platin9     | —           | 745.000    | ifpi.dk                    |
| Deutschland (BVMI)                                                                           | —          | 2× Gold2   | —              | —           | 400.000    | musikindustrie.de          |
| Frankreich (SNEP)                                                                            | —          | 2× Gold2   | Platin1        | Diamant1    | 683.333    | snepmusique.com            |
| Griechenland (IFPI)                                                                          | —          | Gold1      | 2× Platin2     | —           | 50.000     | Einzelnachweise            |
| Italien (FIMI)                                                                               | —          | 2× Gold2   | 4× Platin4     | —           | 460.000    | fimi.it                    |
| Japan (RIAJ)                                                                                 | —          | —          | 2× Platin2     | —           | —          | riaj.or.jp                 |
| Kanada (MC)                                                                                  | —          | 10× Gold10 | 24× Platin24   | Diamant1    | 3.120.000  | musiccanada.com            |
| Mexiko (AMPROFON)                                                                            | —          | Gold1      | Platin1        | —           | 210.000    | amprofon.com.mx            |
| Neuseeland (RMNZ)                                                                            | —          | 2× Gold2   | 14× Platin14   | —           | 375.000    | radioscope.co.nzNZ2 NZ2    |
| Niederlande (NVPI)                                                                           | —          | —          | Platin1        | —           | 40.000     | nvpi.nl                    |
| Norwegen (IFPI)                                                                              | —          | —          | 5× Platin5     | —           | 300.000    | ifpi.no                    |
| Österreich (IFPI)                                                                            | —          | —          | 4× Platin4     | —           | 120.000    | ifpi.at                    |
| Polen (ZPAV)                                                                                 | —          | Gold1      | 6× Platin6     | —           | 295.000    | olis.pl                    |
| Portugal (AFP)                                                                               | —          | 3× Gold3   | 8× Platin8     | —           | 95.000     | Einzelnachweise            |
| Schweden (IFPI)                                                                              | —          | —          | 6× Platin6     | —           | 480.000    | sverigetopplistan.se       |
| Schweiz (IFPI)                                                                               | —          | Gold1      | 5× Platin5     | —           | 110.000    | hitparade.ch musikwoche.de |
| Singapur (RIAS)                                                                              | —          | Gold1      | —              | —           | 5.000      | rias.org.sg                |
| Spanien (Promusicae)                                                                         | —          | —          | 5× Platin5     | —           | 300.000    | elportaldemusica.es ES2    |
| Südkorea (KMCA)                                                                              | —          | —          | 2× Platin2     | —           | —          | circlechart.kr             |
| Vereinigte Staaten (RIAA)                                                                    | —          | 15× Gold15 | 23× Platin23   | Diamant1    | 40.500.000 | riaa.com                   |
| Vereinigtes Königreich (BPI)                                                                 | 8× Silber8 | 2× Gold2   | 6× Platin6     | —           | 5.560.000  | bpi.co.uk                  |
| Insgesamt                                                                                    | 9× Silber9 | 64× Gold64 | 183× Platin183 | 6× Diamant6 |            |                            |